# Самарийиндий
Самарийиндий — бинарное неорганическое соединение
самария и индия
с формулой InSm,
кристаллы.

## Получение
- Сплавление стехиометрических количеств чистых веществ:

{\displaystyle {\mathsf {Sm+In\ {\xrightarrow {1230^{o}C}}\ InSm}}}

## Физические свойства
Самарийиндий образует кристаллы
кубической сингонии, пространственная группа P m3m, параметры ячейки a = 0,3815 нм, Z = 1,
структура типа хлорида цезия CsCl
.
Соединение конгруэнтно плавится при температуре 1230 °C 
(1210 °C ).